# Delosperma
Delosperma é um género botânico pertencente à família Aizoaceae.